# Зубні приголосні

Місце творення зубних приголосних. Червоною барвою виділений язик

Зубні́ при́голосні (англ. dental consonants) — у фонетиці група приголосних звуків, що мають однакове місце творення: вони артикулюються язиком проти верхніх і (або) нижніх зубів. Інша назва — дента́льні при́голосні.

## Зубні приголосні
- [n̪] (твердий н) — дзвінкий зубний носовий
- [l̪] (твердий л) — дзвінкий зубний боковий апроксимант
- [r̪] (твердий р) — дзвінкий зубний дрижачий
- [t̪] (твердий т) — глухий зубний проривний
- [d̪] (твердий д) — дзвінкий зубний проривний
- [t̪͡s̪] (твердий ц) — глухий зубний сибілянти африкат
- [d̪͡z̪] (твердий дз) — дзвінкий зубний сибілянти африкат
- [s̪] (твердий с) — глухий зубний сибілянти
- [z̪] (твердий з) — дзвінкий зубний сибілянти

|  | глухий зубний несибілянти (also often called «interdental»)   | англійська | thin | θɪn | thin |
|  | дзвінкий зубний несибілянти (also often called «interdental») | англійська | this | ðɪs | this |